# Teodor de Gabriel
Teodor de Gabriel, în germană Theodor Josef August von Gabriel (n. 17 decembrie 1861, Brünn – d. 21 noiembrie 1944, Innsbruck) a fost un Feldmarschall-Leutnant în Armata Imperială Austro-Ungară. C. Sigmirean pretinde într-un interviu cu A. Grama în cadrul unei dezbateri la Școală de vară de la Universitatea Petru Maior din Târgu Mureș despre Primul Război Mondial, că generalul ar fi fost de origine română din Transilvania, ca de exemplu și Traian Băcilă, Ioan Boeriu sau Dănilă Papp.

## Biografie

### Perioada premergătoare Marelui Război
Deja în 1878, în timpul Campaniei austro-ungare în Bosnia și Herțegovina, a luptat pe front ca sub-cadet în regimentul 12 vânători, fiind rănit ușor la umăr. După ce Gabriel a fost primit și a urmat cursurile Academiei Militare Tereziene de la Wiener Neustadt, pe care le-a terminat cu mult succes la 18 august 1883, a căpătat gradul de locotenent, fiind transferat la batalionul de vânători (Feldjäger) nr. 22 în Eger. La 1 noiembrie 1888 a devenit locotenent-major și alocat în 1891 Statului Major General.
Gabriel, deja căpitan de clasa 1 (de la 1 noiembrie 1893) în Statul Major al regimentului infanterie nr. 1 din Viena și profesor la școala de cadeți al Landwehr, a fost decorat cu ordinul Crucea de Ofițer al Ordinului împărătesc austriac Franz Joseph la 15 martie 1900, numit maior cu rang de la 1 mai al anului și transferat la corpul XV Armată.
Avansat la gradul de locotenent-colonel la 1 mai 1904, Gabriel a fost transferat de la comanda Statului Major General al k. k. Landwehr la cel al corpului I Armată pe 1 mai 1906.. El a fost avansat la gradul de colonel la 1 mai 1907.
La 1 mai 1912 (rang de la 13 iunie al anului) a fost numit general-maior (Generalmajor, GM) și în iulie 1914 a fost șef al Brigăzii de Munte nr. 2 la Trebing în sudul Bosniei ca parte al Diviziei 18 Infanterie sub comanda Feldmarschalleutnantului Ignaz Trollmann staționat în Mostar.

### În și după Primul Război Mondial
La 1 octombrie 1914, ofițerul a fost decorat de către împăratul Franz Joseph al Austriei cu Cavaler al Ordinului Leopold cu decorație de război pentru operațiunile sale militare efective în timpul Campaniei din Serbia.
La 1 mai 1915 (rang de la 17 mai al anului), Teodor de Gabriel a fost avansat la gradul de Feldmarschall-Leutnant (FML) și la 1 octombrie al anului împăratul Franz Joseph al Austriei l-a decorat cu Crucea de Merit Militar de clasa a 2-a cu decorație de război ca semn de recunoaștere preaînaltă a serviciilor sale excelente ca șef al diviziei 48  la bătălia de la Isonzo.
La 1 octombrie 1916, Teodor de Gabriel a fost decorat cu Ordinul Coroana de Fier de clasa a 2-a cu decorație de război pentru conducerea trupelor sale cu mult succes împotriva forțelor inamice.
Generalul  a fost înnobilat prin cea mai înaltă rezoluție a împăratului Carol I al Austriei cu titlul „von Gabriel” la Viena, în ziua de 19 iunie 1917. și onorat în plus, la 15 noiembrie 1917, cu Ordinul Leopold de Comandor cu decorație de război și săbii pentru conducerea eficientă unei divizii în fața inamicului.
În ultimele luni ale războiului (din mai) a fost comandantul militar de Innsbruck (Corpul XIV Armată). După ce a demisionat din această funcție la 21 noiembrie 1918 și 35 de ani de serviciu militar, generalul a fost pensionat în ziua de 1 ianuarie 1919 și s-a retras în permanență din armată, rămânând la Innsbruck. Totuși a fost onorat de către Adolf Hitler printr-o scrisoare, datată 18 august 1943, pentru „60 de ani soldat”.

## Onoruri (selecție)
- 1893: Medalia de merit militar „Signum Laudis” la banda roșie
- 1900: Crucea de Ofițer al Ordinului împărătesc austriac Franz Joseph
- 1914: Cavaler al Ordinului Leopold cu decorație de război
- 1915: Crucea de Merit Militar de clasa a 2-a cu decorație de război (KD.) și săbii
- 1915: Ordinul al Crucii de Fier de clasa 1
- 1916: Ordinul Coroana de Fier de clasa a 2-a cu decorație de război
- 1917: Înnobilarea generalului
- 1917: Ordinul Leopold de Comandor cu decorație de război și săbii